# Premio Robert al miglior film
Il Premio Robert al miglior film (Robertprisen for årets danske spillefilm) è un premio cinematografico assegnato annualmente dalla Danmarks Film Akademi a partire dal 1984 al miglior film di produzione danese uscito nelle sale cinematografiche nel corso dell'anno precedente.

## Albo d'oro
I vincitori sono indicati in grassetto, a seguire gli altri candidati.

### Anni 1984-1989
- 1984: Skønheden og udyret, regia di Nils Malmros
- 1985: L'elemento del crimine (Forbrydelsens element), regia di Lars von Trier
- 1986: Diavoli volanti (De flyvende djævle), regia di Anders Refn
- 1987: Flamberede hjerter, regia di Helle Ryslinge
- 1988: Pelle alla conquista del mondo (Pelle erobreren), regia di Bille August
- 1989: La fuga di Emma (Skyggen af Emma), regia di Søren Kragh-Jacobsen

### Anni 1990-1999
- 1990: Ballando con Regitze (Dansen med Regitze), regia di Kaspar Rostrup
- 1991: Lad isbjørnene danse, regia di Birger Larsen
- 1992: Europa, regia di Lars von Trier
- 1993: Kærlighedens smerte, regia di Nils Malmros e John Mogensen
- 1994: La casa degli spiriti (The House of the Spirits), regia di Bille August
- 1995: Il guardiano di notte (Nattevagten), regia di Ole Bornedal
- 1996: Menneskedyret, regia di Carsten Rudolf
- 1997: Le onde del destino (Breaking the Waves), regia di Lars von Trier
- 1998: Let's Get Lost, regia di Jonas Elmer ex aequo Barbara, regia di Nils Malmros
- 1999: Festen - Festa in famiglia (Festen), regia di Thomas Vinterberg

### Anni 2000-2009
- 2000
  - Den eneste ene, regia di Susanne Bier
- 2001
  - La panchina (Bænken), regia di Per Fly
  - Mirakel, regia di Natasha Arthy
  - Max, regia di Trine Piil Christensen
  - Slip hestene løs, regia di Erik Clausen
  - Aiuto! Sono un pesce (Hjælp, jeg er en fisk), regia di Stefan Fjeldmark, Michael Hegner e Greg Manwaring
  - Cirkeline 2: Ost og kærlighed, regia di Jannik Hastrup
  - Blinkende lygter, regia di Anders Thomas Jensen
  - Juliane, regia di Hans Kristensen
  - Pyrus - Folletto ribelle (Pyrus på pletten), regia di Martin Miehe-Renard
  - På fremmed mark, regia di Aage Rais-Nordentoft
  - Her i nærheden, regia di Kaspar Rostrup
  - Dykkerne, regia di Åke Sandgren
  - Italiano per principianti (Italiensk for begyndere), regia di Lone Scherfig
  - Dancer in the Dark, regia di Lars von Trier
  - Anna, regia di Erik Wedersøe
  - Fruen på Hamre, regia di Katrine Wiedemann
- 2002
  - En kærlighedshistorie, regia di Ole Christian Madsen
  - Monas verden, regia di Jonas Elmer
  - At klappe med een hånd, regia di Gert Fredholm
  - Una lei tra di noi (En kort en lang), regia di Hella Joof
  - Il re è vivo (The King Is Alive), regia di Kristian Levring
- 2003
  - Open Hearts (Elsker dig for evigt), regia di Susanne Bier
  - Okay, regia di Peter Bech
  - I Am Dina, regia di Ole Bornedal
  - At kende sandheden, regia di Nils Malmros
  - Wilbur Wants to Kill Himself, regia di Lone Scherfig
- 2004
  - L'eredità (Arven), regia di Per Fly
  - Lykkevej, regia di Morten Arnfred
  - Reconstruction, regia di Christoffer Boe
  - Rembrandt, regia di Jannik Johansen
  - Dogville, regia di Lars von Trier
- 2005
  - Kongekabale, regia di Nikolaj Arcel
  - Forbrydelser, regia di Annette K. Olesen
  - Pusher II - Sangue sulle mie mani (Pusher II), regia di Nicolas Winding Refn
  - Dag och natt, regia di Simon Staho
  - Lad de små børn..., regia di Paprika Steen
- 2006
  - Le mele di Adamo (Adams æbler), regia di Anders Thomas Jensen
  - Gli innocenti (Drabet), regia di Per Fly
  - Voksne mennesker, regia di Dagur Kári
  - Fluerne på væggen, regia di Åke Sandgren
  - Manderlay, regia di Lars von Trier
- 2007
  - We Shall Overcome (Drømmen), regia di Niels Arden Oplev
  - Dopo il matrimonio (Efter brylluppet), regia di Susanne Bier
  - Offscreen, regia di Christoffer Boe
  - A Soap (En soap), regia di Pernille Fischer Christensen
  - Prag, regia di Ole Christian Madsen
  - Princess, regia di Anders Morgenthaler
- 2008
  - Kunsten at græde i kor, regia di Peter Schønau Fog
  - Kærlighed på film, regia di Ole Bornedal
  - Hvid nat, regia di Jannik Johansen
  - Ekko, regia di Anders Morgenthaler
  - Daisy Diamond, regia di Simon Staho
- 2009
  - Terribly Happy (Frygtelig lykkelig), regia di Henrik Ruben Genz
  - Den du frygter, regia di Kristian Levring
  - L'ombra del nemico (Flammen & Citronen), regia di Ole Christian Madsen
  - Lille soldat, regia di Annette K. Olesen
  - To verdener, regia di Niels Arden Oplev

### Anni 2010-2019
2010
- - Antichrist, regia di Lars von Trier
  - Fri os fra det onde, regia di Ole Bornedal
  - Kærestesorger, regia di Nils Malmros
  - Old Boys, regia di Nikolaj Steen
  - Applaus, regia di Martin Zandvliet
- 2011
  - R, regia di Tobias Lindholm e Michael Noer
  - Sandheden om mænd, regia di Nikolaj Arcel
  - Alting bliver godt igen, regia di Christoffer Boe
  - Fratellanza - Brotherhood (Broderskab), regia di Nicolo Donato
  - Submarino, regia di Thomas Vinterberg
- 2012
  - Melancholia, regia di Lars von Trier
  - En Familie, regia di Pernille Fischer Christensen
  - Dirch, regia di Martin P. Zandvliet
  - Superclásico, regia di Ole Christian Madsen
  - Rosa Morena, regia di Carlos Augusto de Oliveira
- 2013
  - Kapringen, regia di Tobias Lindholm
  - 10 Timer til Paradis, regia di Mads Matthiesen
  - Love Is All You Need (Den skaldede frisør), regia di Susanne Bier
  - Royal Affair (En kongelig affære), regia di Nikolaj Arcel
  - Undskyld jeg forstyrrer, regia di Henrik Ruben Genz
- 2014
  - Il sospetto (Jagten), regia di Thomas Vinterberg
  - Carl Mørck - 87 minuti per non morire (Kvinden i buret), regia di Mikkel Nørgaard
  - Nordvest, regia di Michael Noer
  - Sorrow and Joy (Sorg og glæde), regia di Nils Malmros
  - Spies & Glistrup, regia di Christoffer Boe
- 2015
  - Nymphomaniac Director's Cut, regia di Lars Von Trier
  - The Absent One - Battuta di caccia (Fasandræberne), regia di Mikkel Nørgaard
  - Kapgan, regia di Niels Arden Oplev
  - Klumpfisken, regia di Søren Balle
  - Stille Hjerte, regia di Bille August
- 2016
  - Land of Mine - Sotto la sabbia (Under Sandet), regia di Martin Zandvliet
  - Idealisten, regia di Christina Rosendahl
  - Krigen, regia di Tobias Lindholm
  - Mænd og høns, regia di Anders Thomas Jensen
  - Sommeren '92, regia di Kasper Barfoed
- 2017
  - Der kommer en dag, regia di Jesper W. Nielsen
  - Forældre, regia di Christian Tafdrup
  - I blodet, regia di Rasmus Heisterberg
  - La comune (Kollektivet), regia di Thomas Vinterberg
  - The Neon Demon, regia di Nicolas Winding Refn
- 2018
  - Vinterbrødre, regia di Hlynur Palmason
  - Den utrolige historie om den kæmpestore pære, regia di Amalie Næsby Fick, Jørgen Lerdam e Philip Einstein Lipski
  - En frygtelig kvinde, regia di Christian Tafdrup
  - Mens vi lever, regia di Mehdi Avaz
  - Darkland (Underverden), regia di Fenar Ahmad
- 2019
  - Il colpevole - The Guilty (Den skyldige), regia di Gustav Møller
  - Pietro il fortunato (Lykke-Per), regia di Bille August
  - La casa di Jack (The House That Jack Built), regia di Lars Von Trier
  - Ditte & Louise, regia di Niclas Bendixen
  - Journal 64, regia di Mikkel Nørgaard

### Anni 2020-2029
- 2020
  - Dronningen, regia di May el-Thouky
  - Før frosten, regia di Michael Noer
  - Ser du månen, Daniel, regia di Niels Arden Oplev
  - Onkel, regia di René Frelle Petersen
  - Danmarks sønner, regia di Ulaa Salim